# Сетіфський трамвай
Сетіфський трамвай — трамвайна мережа, що обслуговує місто Сетіф на північному сході Алжиру.
Офіційний початок роботи першої лінії схід-захід довжиною 22,4 км з 26 станціями — 8 травня 2014
 
Проект вартістю близько 38 мільярдів динарів було передано консорціуму, сформованому Yapı Merkezi та Alstom
.

## Рухомий склад
Мережу обслуговують 24 потяги типу Alstom Citadis 402; вони мають 44 м завдовжки і можуть перевозити до 302 пасажирів. 
Створені компанією Alstom 
, 
вони були зібрані компанією CITAL на заводі в Аннабі в Алжирі. 

Потяги оснащені кондиціонером, камерами спостереження та тонованими вікнами, а також системою інформування пасажирів арабською та французькою мовами. 
Низька підлога забезпечує повну доступність для людей з обмеженою рухливістю 
.